# Condeissiat
Condeissiat ist eine französische Gemeinde mit 815 Einwohnern (Stand: 1. Januar 2022) im Département Ain in der Region Auvergne-Rhône-Alpes. Sie gehört zum Kanton Châtillon-sur-Chalaronne im Arrondissement Bourg-en-Bresse.

## Geografie
Die Gemeinde Condeissiat liegt in der seenreichen Landschaft Dombes, etwa zehn Kilometer westsüdwestlich der Präfektur Bourg-en-Bresse. Neben 15 größeren Fischteichen im Gemeindegebiet gibt es einige kleinere Fließgewässer, die alle in Richtung Norden zur Irance streben. Umgeben wird Condeissiat von den Nachbargemeinden Chaveyriat im Norden, Montracol im Nordosten, Saint-André-sur-Vieux-Jonc im Osten, Saint-André-le-Bouchoux im Süden, Romans im Südwesten, Neuville-les-Dames im Westen sowie Chanoz-Châtenay im Nordwesten.

## Geschichte
Als sich Frankreich im Zweiten Weltkrieg unter deutscher Besatzung befand, wurde der Résistancekämpfer der Francs-tireurs et partisans (FTP) Marcel Néplaz auf einem Bauernhof bei Condeissiat von den Deutschen gefangen genommen und am 15. Juni 1944 erschossen.

## Bevölkerungsentwicklung
| Jahr                       | 1962 | 1968 | 1975 | 1982 | 1990 | 1999 | 2006 | 2013 | 2020 |
| Einwohner                  | 524  | 519  | 510  | 496  | 581  | 649  | 733  | 806  | 815  |
| Quellen: Cassini und INSEE |      |      |      |      |      |      |      |      |      |

## Sehenswürdigkeiten
- Kirche Saint-Julien, Monument historique seit 1927
- Schwarzes Schloss

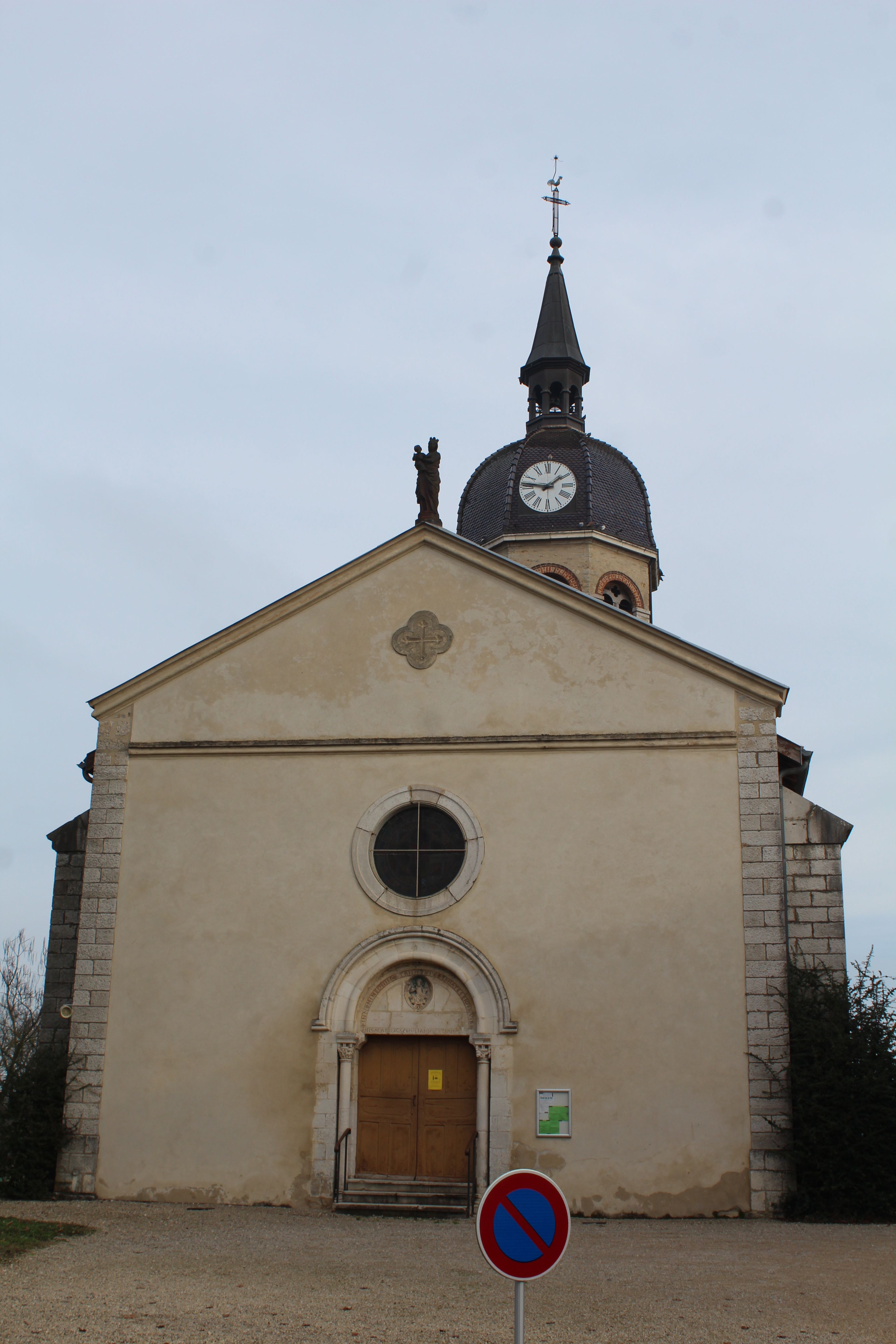
Kirche Saint-Julien
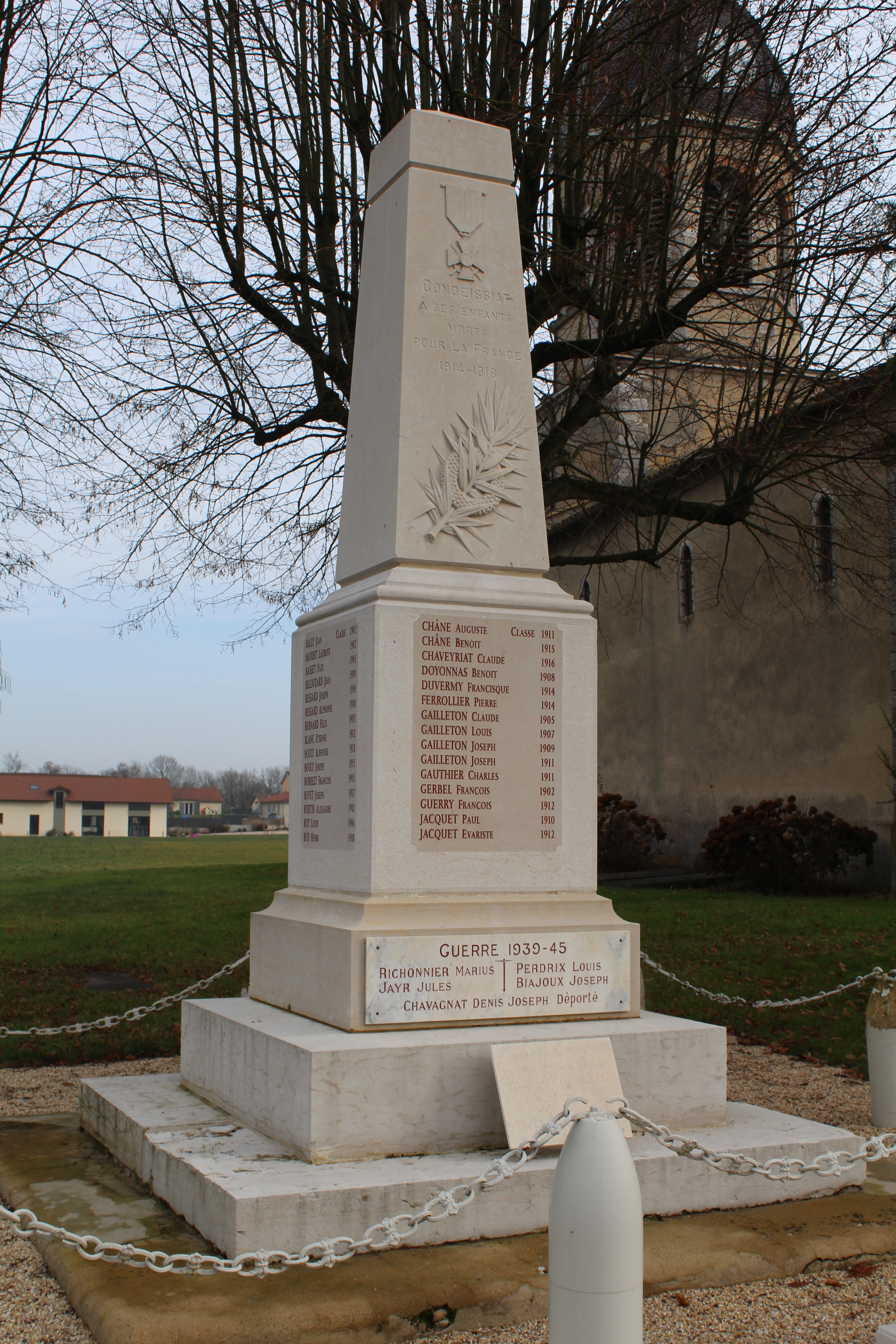
Gefallenendenkmal